# Linus Dekaneva
Linus Dekaneva, pehotni brigadni general, kraljev pribočnik, pomočnik poveljnika Šumadijskega divizijskega območja in glavni inšpektor pehote v GŠ VKJ, * 22. september 1884, Pulj, † 6. junij 1953, Beograd.
Po končani realki je Dekaneva med letoma 1899 in 1905 obiskoval kadetsko šolo v Mariboru. Po končani kadetski šoli se je vpisal na enoletno konjeniško šolo v Celovcu, nato pa na Ptuju opravil še tečaj za predavatelja inženirstva. 
Med prvo svetovno vojno je bil častnik avstro-ogrske vojske, kjer je bil sprva poročnik in pribočnik poveljnika 4. bataljona in četni poveljnik (28. julij 1914 – 1. maj 1915), nato kapetan in poveljnik pehotne in tehnične čete v istem polku (1. maj 1915 – 31. avgust 1917), nazadnje pa je kot kapetan 2. razreda opravljal dolžnost pomočnika načelnika obveščevalnega oddelka vojaškega območja v Gradcu (1. september 1917 – 10. november 1918).
Po vojni je kot kapetan I. razreda z Maistrovimi enotami sodeloval v bojih na Koroškem, kjer se je izkazal s pogumom in bil za to odlikovan z zlato medaljo za hrabrost. Od 12. novembra 1918 do 1. januarja 1919 je bil vodja skupine za likvidacijo ljubljanskega oziroma 40. pehotnega polka, od 2. januarja 1919 do 31. maja 1920 pa poveljnik bataljona in zastopnik poveljnika Tržaškega polka Dravske divizije. V vojsko Kraljevine SHS je prestopil 31. marca 1920 in se opredelil kot Jugoslovan.
Leta 1926 se je v Splitu poročil z Nilo Didolić, s katero sta leta 1938 dobila hčerko Marijo.

## Napredovanja
- major – 28. junij 1920
- podpolkovnik – 1. oktober 1924
- polkovnik – 18. maj 1929
- pehotni brigadni general – 31. december 1936

## Dolžnosti
- poročnik in pribočnik poveljnika 4. bataljona in četni poveljnik (28. julij 1914 – 1. maj 1915)
- kapetan in poveljnik pehotne in tehnične čete v istem polku (1. maj 1915 – 31. avgust 1917)
- kapetan 2. razreda, pomočnik načelnika obveščevalnega oddelka vojaškega območja v Gradcu (1. september 1917 – 10. november 1918)
- vodja skupine za likvidacijo ljubljanskega oziroma 40. pehotnega polka (12. november 1918 - 1. januar 1919)
- poveljnik bataljona in zastopnik poveljnika Tržaškega polka Dravske divizije (2. januar 1919 - 31. maj 1920)
- poveljnik čete in zastopnik poveljnika bataljona 17. pehotnega polka v Valjevu, Sv. Naumu, Bitoli in Resnu (20. april 1920 – 30. oktober 1921)
- poveljnik bataljona 34. pehotnega polka v Somboru in Subotici (1. november 1921 – 26. december 1924)
- obveščevalni častnik v poveljstvu mesta Split (26. december 1924 – 16. maj 1930)
- načelnik 3. sekcije obveščevalnega oddelka glavnega GŠ v Beogradu (26. maj 1930 – 24. avgust 1931);
- poveljnik 38. pehotnega polka »Njegoš« v Podgorici (26. avgust 1931 – 11. maj 1934)
- načelnik vojne delegacije pri Direkciji državnih železnic v Subotici in poveljnik pehote Bosanske divizije v Sarajevu (18. maj 1934 – 2. april 1937)
- pribočnik kralja Petra II. v Beogradu (7. april 1937 – 30. april 1940)
- pomočnik poveljnika Šumadijskega divizijskega območja in obenem namestnik vodje višjega vojaškega sodišča v Beogradu (15. maj 1940 – 2. april 1941)
- inšpektor pehote v GŠ VKJ (2. april 1941 – 7. april 1941)

19. aprila 1941 so ga zajele nemške enote. Do leta 1942, ko je resno zbolel in so ga vrnili v Beograd, je bil zaprt v taborišču za vojne ujetnike Offlag XII/B v Nürnbergu. Po vrnitvi v Beograd so ga upokojili.

## Odlikovanja
- spomenica za osvoboditev severnih krajev
- zlata medalja za hrabrost (1920)
- red belega orla V. stopnje (1922)
- red. sv. Save V. stopnje (1925)
- red romunske zvezde II. stopnje (1937)
- grški red sv. Georga II. stopnje (1938)
- red belega orla III. stopnje (1940)